# 齊藤義典
齊藤 義典（さいとう よしのり、1981年 - ）は、日本の作曲家、DJ。東京都出身。「Sha-A（シャア）」、「TRI-FORCE（トライフォース）」、「OCOT」名義での活動も行っている。

## 概要
1981年東京都生まれ。日本大学芸術学部音楽学科情報音楽コース卒業。
2000年にDJ活動を開始。2005年、1枚目のアルバム「Entrance to Reality」をリリースしデビューした。2014年、Abletonよりトレーナー認定を受ける。2015年、恵比寿で自身の電子音楽教室「TACMI.ST」を開講。

## 著作
- 齊藤義典; 横川理彦『Ableton Liveによるトラックメイキング 基本から実践スキルまで』グラフィック社、2017年3月8日。ISBN 9784766130089。